# Västra Klagstorp
Västra Klagstorp est une localité suédoise située dans la commune de Malmö en Scanie.
Sa population était de 1 367 habitants en 2010.